# Équipe d'Algérie de football américain
L'équipe d'Algérie de football américain représente l'Association d'Algérie de football américain (AAFA) lors des compétitions internationales.
Créée en 2013, la majorité des joueurs joue en France et en Algérie.
Elle joue son premier match le 13 octobre 2013 contre le club français les Centurions de Chalon sur Saône.
En 2014, la AAFA est membre de l'IFAF Africa.
Elle est également membre de Fédération internationale de football américain depuis 2014.
Le 4 octobre 2014, l'équipe nationale affronte en Suisse à Neufchâtel, l'équipe de Neuchâtel Knights en amical, et remporte son premier match 60 à 6.

## Palmarès

### Jeux mondiaux
- 2005 : Non présente
- 2017 : Non présente

### Coupe du monde de football américain
- 1999 : Non présente
- 2003 : Non présente
- 2007 : Non présente
- 2011 : Non présente
- 2015 : Non présente
- 2019 :

### Championnat d'Afrique de football américain
- 2014 : Non qualifié
- 2018 :

## Uniformes
| 2013 | 2013 |